# Gösta Georgii-Hemming
Fritz Gösta Georgii-Hemming, född 9 juli 1910 i Stenstorps församling i Skaraborgs län, död 16 maj 1986 i Vetlanda församling i Jönköpings län, var en svensk arkitekt och tecknare.
Gösta Georgii-Hemming var son till hovrättsnotarien Fritz Georgii-Hemming och Signe, ogift Löfgren, samt brorson till apotekaren Ernst Hemming. Utbildad vid Bauhaus i Dessau och tekniska högskolan i Breslau 1929–1932 bedrev han egen verksamhet i Tokyo 1932–1939 innan han återkom till Sverige där han under många år verkade i Småland. Han blev arkitekt vid AB Åsedahus i Vetlanda 1944, vid HSB:s industri AB Borohus i Landsbro 1954, vid Åsa-Ånimskog AB i Dalsland 1957 och var chefsarkitekt vid HSB:s industrier i Landsbro från 1961. Han var också konsulterande arkitekt i Lannaskede kommun från 1962.
Han var ordförande i SIF:s Vetlandaavdelning 1945–1947 och 1949. Han utförde teckningar, bland annat karikatyrer, för tyska, japanska och engelska tidningar från 1928.
Georgii-Hemming gifte sig i Berlin, omkring 1930, med japanska pianisten Toako Ohtsuki. De hade två barn, Ingrid Fuzjiko (även stavat Fujiko, pianist, 1932-) och Wolf (också känd som Ulf, japansk namn Yoshio Ohtsuki, skådespelare, 1934-).
Georgii-Hemming gifte sig 1944 med Brita Nilsson (1921–2005), dotter till lantbrukaren Nils August Jonasson och Ellen, ogift Björk. De fick barnen Christina (född 1945) och Eva Georgii-Hemming (född 1960), som är professor i musikvetenskap vid Örebro universitet. Han är begravd på Vetlanda skogskyrkogård tillsammans med hustrun.